# Teenage Dream (singel)
Teenage Dream – piosenka nagrana przez amerykańską piosenkarkę Katy Perry, pochodząca z jej albumu o tej samej nazwie, wydana jako drugi singiel 23 lipca 2010 roku w formie dystrybucji cyfrowej. Została napisana przez Katy Perry, Bonnie McKee, Benjamina Levina, Maksa Martina oraz Dr. Luke’a. W przeszłości Perry i McKee napisały wiele piosenek o młodzieńczej tematyce, ale zostały odrzucone przez producentów. Wyobrażały sobie „Teenage Dream” jako euforyczny utwór wyrażający uczucia bycia zakochaną jak nastolatka. Później spotkały się z Maksem Martinem w rodzinnym mieście Perry, w Santa Barbarze. Postanowili tam dokończyć pisanie utworu. Po tym jak wokalistka nagrała swój śpiew, McKee przedstawiła swój pomysł producentom. „Teenage Dream” został przyjęty. Perry opisuje piosenkę jako nastoletnią chwilę przypominającą w jej życiu.
„Teenage Dream” jest niezbyt szybką popową piosenką, posiadającą elementy dźwięcznego retro. Początek piosenki Perry śpiewa cienko, jej głos twardnieje gdy dochodzi do refrenu. Tematyką utworu jest mowa o byciu z kochankiem, dzięki któremu piosenkarka czuje się ponownie jak nastolatka. Krytycy oddali mieszane recenzje „Teenage Dream”. Podczas gdy jedni recenzenci chwalili utwór za jego dojrzały pogląd, inni krytykowali go za brak szybkiego rytmu w stylu „California Gurls” Piosenka stała się wielkim hitem na całym świecie. Teledysk do singla nagrano w różnych lokalizacjach w Santa Barbarze, premiera odbyła się 10 sierpnia 2010 roku. Perry wykonała piosenkę podczas Teen Choice Awards 2010. "Teenage Dream" jest trzecim utworem piosenkarki, a drugim z rzędu, który dotarł do pierwszego miejsca ma Hot 100 amerykańskiej liście magazynu Billboard. W Polsce piosenka dotarła do piątego miejsca w prestiżowej liście Polish Airplay Chart.

## Tło oraz pisanie
Gdy Perry i McKee poznały się w 2004 roku, obie „naprawdę uwielbiały Lolitę” i obie z nich fascynował „młodzieńczy stan umysłu”. Wykorzystywały ten temat w swoich pierwszych piosenkach – Perry napisała One of the Boys, tekst o początkach rozumienia, że niektórzy chłopcy mogą być dla niej czymś więcej niż tylko przyjaciómi, a KcKee Confessions of a Teenage Girl, który dotyczył wykorzystywania własnej seksualności do osiągania swoich celów. Przekaz Teenage dream miał dotyczyć „wiecznej młodości”. Najpierw Perry napisała tekst o Piotrusiu Panie, ale później okazało się, że jest zbyt naiwny, dziewczyny chciały by w „Teenage Dream” było dużo wyrazistości i seksu. Inna wersja porównywana do Dress You Up Madonny, obejmowała fragmenty, które były w stanie rozśmieszać Perry i McKee godzinami. Tę wersję z kolei odrzucił Dr. Luke. McKee kontynuowała pracę nad piosenką przez następne dni.
Pomyślałam o moich własnych młodzieńczych latach, o mojej własnej pierwszej miłości. Pomyślałam o oglądaniu dramatu „Romeo i Julia” [...]. Pomyślałam o sobie i przyjaciółkach siedzących bezczynnie w piżamowych przyjęciach w latach dziewięćdziesiątych, o zawrotnym myślenie o chłopcach. [...] zastanawiałam się o czym Benny powiedział i słuchałam piosenki jeszcze raz, aż w końcu poczułam się w końcu jak nastolatka. To jest bardzo opisowe słowo; to pakuje dużo uczucia i metaforykę do trzech sylab. [...] nie wierzyłam, że przeoczyłyśmy taki ważny – nastoletni warunek.
Na drugi tydzień, Perry zaprosiła McKee, Dr. Luke’a i Martina do jej rodzinnego miasta, Santa Barbary, by to właśnie tam dokończyć pisanie utworu. McKee spróbowała zwrócić się do Łukasza w sprawie swojego pomysłu. Producent martwił się o ilości czasu, który dziewczyny spędzały przy pracowaniu nad refrenem, więc zabronił im tego zmieniać. Perry opisała pracę nad „Teenage Dream” jako bardzo ważny moment dla niej samej. Zdaniem piosenkarki był to powrót do twórczości w miejscu, gdzie „zaczęła swoje twórcze soki”. Po tym jak nagrała śpiew, McKee przekonała Dr.Luke’a i Martina aby utwór znalazł się na albumie. Refren został przepisany, a linia „skóra, ciasne dżinsy” została wzięta z wczesnej wersji podobnej do Dress You Up. Perry oraz McKee były bardzo szczęśliwe, że piosenka nad którą tyle pracowały, została w końcu zaakceptowana przez producentów. Podczas wywiadu w czerwcu 2010 roku, piosenkarka potwierdziła, że „Teenage Dream” zostanie wydany jako drugi singel promocyjny z albumu o tej samej nazwie. Artystka zdradziła, że napisała utwór po to aby powrócić myślami do nastoletnich czasów rozważających jej małżeństwo z Russellem Brandem.

## Kompozycja i krytyka
„Teenage Dream” jest niezbyt szybką popową piosenką z mocnym beatem, który zachowała po poprzednim singlu. Utwór zaczyna się od bardzo wysokiego jak na Perry śpiewu, który kontynuuje także w drugiej zwrotce. Bill Lamb z About.com przyznała, że „gdy dochodzi do refrenu, wokala Perry staje się coraz mocniejszy, dając przy tym muzyczną oznakę opisywania stosunków”. Amos Barshad z magazynu New York oznajmił, że „bez początku refrenu (You!... make!... me!) [piosenka] jest niemal balladą. W tekście piosenki Perry mówi o byciu kochankiem, dzięki któremu czuje się ona znów jak nastolatka.
Bill Lamb About.com uznał, że „Teenage Dream” ma świetny dźwięk i jest „prawdopodobnie najlepszą błagalną piosenką o miłości w 2010 roku”. Dodał, że „formalnie rzecz biorąc, Katy Perry nie jest fenomenem śpiewaczym, ale okazała się bardzo doświadczona przy tworzeniu tej wyjątkowej piosenki”. Craig Marks z magazynu Billboard nazwał „Teenage Dream” i „California Gurls” podręcznikowymi, letnimi singlami promocyjnymi. Zdaniem stacji telewizyjnej MTV piosenka pomimo swojego tytułu jest o wiele bardziej dojrzała od poprzednich singli Perry. Alyssa Rosenberg skrytykowała tekst nazywając go „po prostu denerwującym i chaotycznym”.

## Lista utworów i formaty
| Lp.              | Tytuł                                      | Czas |
| ---------------- | ------------------------------------------ | ---- |
| Digital download |                                            |      |
| 1.               | "Teenage Dream"                            | 3:47 |
| 2.               | "Teenage Dream" (Kaskada Club Remix)       | 5:27 |
| 3.               | "Teenage Dream" (Dave Audo Remix)          | 3:57 |
| German CD Singel |                                            |      |
| 1.               | "Teenage Dream" (Album Version)            | 3:51 |
| 2.               | "Teenage Dream" (Instrumental)             | 3:51 |
| Remix EP         |                                            |      |
| 1.               | "Teenage Dream" (Vandalism Le Pop Mix)     | 3:54 |
| 2.               | "Teenage Dream" (Vandalism V8 Vocal Remix) | 7:04 |
| 3.               | "Teenage Dream" (Manhattan Clique Remix)   | 6:40 |
| Teenage Dream EP |                                            |      |
| 1.               | "Teenage Dream" (Album Version)            | 3:51 |
| 2.               | "California Gurls" (Solo Version)          | 3:37 |
| 3.               | "Firework"                                 | 3:47 |
| 4.               | "I Kissed a Girl" (Single Version)         | 2:59 |
| 5.               | "Hot n Cold" (Clean Version)               | 3:42 |
| 6.               | "E.T."                                     | 3:26 |
| 7.               | "Circle the Drain" (Clean Version)         | 4:32 |
| 8.               | "Not Like the Movies"                      | 4:01 |

## Występy na żywo
- Perry po raz pierwszy wykonała piosenkę 9 sierpnia 2010 roku, podczas Teen Choice Awards 2010.
- Po raz drugi „Teenage Dream” został wykonany w Australii, w programie Sunrise.
- Wokalistka zaśpiewała utwór podczas Late Show with David Letterman.
- 27 sierpnia 2010 roku wykonała utwór podczas Today Show, 28 sierpnia 2010 roku podczas The Album Chart Show Special.
- 30 sierpnia Perry zaśpiewała „Teenage Dream” podczas pobytu we Francji.
- 5 października wykonała „Teenage Dream” podczas swojego koncertu w Polsce.

## Teledysk
Wideoklip został nagrany w lipcu 2010 roku na Santa Barbara, a jego reżyserem jest Yoann Lemoine. W teledysku wystąpił Josh Kloss, który zagrał ukochanego Perry. Para podróżuje samochodem po lokalnych drogach, całuje się w hotelu i tańczy razem z przyjaciółmi. Premiera wideoklipu odbyła się 10 sierpnia 2010 roku na MTV.

## Pozycje na listach
| Lista przebojów (2010)                        | Najwyższa pozycja |
| --------------------------------------------- | ----------------- |
| Australia (ARIA Charts)                       | 2                 |
| Austria (Ö3 Austria Top 40)                   | 2                 |
| Belgia (Ultratop Flandria)                    | 14                |
| Belgia (Ultratop Walonia)                     | 15                |
| Brazylia (Brasil Hot 100 Airplay)             | 25                |
| Czechy (IFPI)                                 | 8                 |
| Dania (IFPI)                                  | 13                |
| Europa (European Hot 100 Singles)             | 5                 |
| Finlandia (Mitä hittiä)                       | 14                |
| Francja (SNEP)                                | 6                 |
| Hiszpania (PROMUSICAE)                        | 12                |
| Holandia (Dutch Top 40)                       | 4                 |
| Irlandia (IRMA)                               | 1                 |
| Kanada (Canadian Hot 100)                     | 2                 |
| Niemcy (Media Control Charts)                 | 6                 |
| Nowa Zelandia (RIANZ)                         | 1                 |
| Polska (Polish Airplay Chart)                 | 2                 |
| Słowacja (IFPI)                               | 1                 |
| Szkocja (The Official Charts Company)         | 1                 |
| Szwajcaria (Media Control AG)                 | 8                 |
| Szwecja (Sverigetopplistan)                   | 21                |
| USA (Billboard Hot 100)                       | 1                 |
| USA (Pop 100)                                 | 1                 |
| USA (Hot Adult Top 40 Tracks)                 | 1                 |
| USA (Hot Dance Club Play)                     | 1                 |
| USA (Hot Digital Songs)                       | 1                 |
| Wenezuela (Records Report)                    | 1                 |
| Węgry (Radios Top 40)                         | 22                |
| Wielka Brytania (The Official Charts Company) | 2                 |
| Włochy (FIMI)                                 | 9                 |
| United World Chart                            | 2                 |

| Państwo         | Status     |
| --------------- | ---------- |
| Australia       | 3× Platyna |
| Kanada          | Platyna    |
| Niemcy          | Złoto      |
| Nowa Zelandia   | 2× Platyna |
| USA             | 3× Platyna |
| Wielka Brytania | Złoto      |

| Notowania (2010)                   | Pozycja |
| ---------------------------------- | ------- |
| Australia (ARIA Charts)            | 9       |
| Austria (Ö3 Austria Top 40)        | 42      |
| Belgia (Ultratop Flandria)         | 89      |
| Europa (European Hot 100 Singles)  | 38      |
| Kanada (Canadian Hot 100)          | 16      |
| Niemcy (Media Control Charts)      | 44      |
| Nowa Zelandia (RIANZ)              | 12      |
| Szwajcaria (Media Control AG)      | 57      |
| USA (Billboard Hot 100)            | 17      |
| USA (Pop 100)                      | 15      |
| USA (Hot Adult Top 40 Tracks)      | 49      |
| USA (Hot Dance Club Play)          | 34      |
| USA (Hot Digital Songs)            | 19      |
| Wielka Brytania (UK Singles Chart) | 32      |

## Historia wydania
| Region          | Data             | Format           |
| --------------- | ---------------- | ---------------- |
| USA Kanada      | 23 lipca 2010    | digital download |
| Niemcy          | 27 sierpnia 2010 | Singel CD        |
| Wielka Brytania | 29 sierpnia 2010 | digital download |